# 唐·麦克米伦
唐·麦克米伦（英語：Don MacMillan，1928年1月5日—2004年11月19日），澳大利亚男子田径运动员。他曾代表澳大利亚参加1950年和1954年大英帝国和英联邦运动会田径比赛，获得一枚铜牌。